# Clément Kayishema
Clément Kayishema, né en 1954 à Gitesi au Rwanda et mort en 2016 en prison, est un préfet rwandais, qui organise le génocide des Tutsis au Rwanda d'avril à juin 1994 dans sa préfecture de Kibuye.
Responsable de nombreux massacres, il participe notamment aux attaques menées à Bisesero. Il est condamné pour génocide à la prison à perpétuité par le Tribunal pénal international pour le Rwanda, en 1999 en première instance puis en 2001 en appel.

## Biographie
Clément Kayishema est né en 1954 dans la commune de Gitesi, préfecture de Kibuye, au Rwanda. Il est médecin,, à l'hôpital de Kibuye. 
En 1992, il est nommé préfet de Kibuye, dans l'ouest du Rwanda,,.

### Préfet
Au moment du génocide des Tutsis au Rwanda, Clément Kayishema adhère au Parti démocrate-chrétien (PDC), né en 1991 pour s'opposer au pouvoir autoritaire du président du Rwanda Juvénal Habyarimana. Cependant, à Kibuye, la fraction Hutu Power de son parti est associée au Mouvement démocratique républicain (MDR) du premier ministre Jean Kambanda et au Mouvement révolutionnaire national pour le développement (MRND) de Juvénal Habyarimana pour organiser le génocide des Tutsis au Rwanda.
En tant que médecin et préfet, Clément Kayishema fait partie des responsables locaux respectés dont l'implication dans le génocide est essentielle à sa mise en œuvre, ce que son procès mettra particulièrement en lumière. Comme ses collègues préfets Laurent Bucyibaruta, Sylvain Nsabimana et Rémy Gatete, comme les bourgmestres Jean-Paul Akayesu  et Élie Ndayambaje, Clément Kayishema fait partie du niveau que l'historien rwandais Ernest Mutwarasibo appelle la « la troisième structure du génocide », après les leaders du Hutu Power et les médias comme la Radio télévision libre des Mille Collines. Ces notables locaux incitent la population à la violence et encadrent le génocide.

### Génocidaire
D'avril à juin 1994, Clément Kayishema organise de nombreux massacres dans les églises, les stades et les hôpitaux de sa préfecture. Du 12 au 20 avril 1994, près de 80% des Tutsi de Kibuye sont tués. Clément Kayishema prend souvent la tête des massacres, donnant au mégaphone les ordres de tuer les Tutsi regroupés au stade ou à l'église. Il commet lui-même des assassinats, au fusil ou à l'épée.
Le 16 avril 1994, l'église de Nyange, où de nombreux Tutsis se sont réfugiés depuis plus d'une semaine, est détruite au bulldozer, sur décision de Clément Kayishema.
Des milliers de victimes sont massacrées dans l'église de Kibuye le 17 avril 1994. Une fouille menée par des médecins légistes de décembre 1995 à février 1996, dans le cadre de l'enquête pour le procès de Clément Kayishema, permet d'y retrouver près de 500 corps hâtivement enterrés, au deux tiers des femmes et des enfants, le plus souvent tués avec des objets contondants comme des gourdins,.
Les 13 et 14 mai, Clément Kayishema commande une opération menée par des militaires et des miliciens venus de Cyangugu et Gisenyi. Ils encerclent la colline Muyira où se sont réfugiés des Tutsi et les massacrent. Un survivant témoigne :

« Le 13 mai, les soldats et les miliciens sont venus à bord de huit bus, de camionnettes, de camions [..] et de beaucoup d’autres voitures, avec des soldats et des autorités. D’autres personnes sont venues à pied, des machettes à la main ; ils sont tous venus en chantant et en sifflant et en battant des tambours. Ce jour-là, j’ai vu le préfet de Kibuye, Clément Kayishema, Eliezer Niyitegeka, Obed Ruzindana et les bourgmestres de Gishyita et de Gisovu, etc. Ceux-ci étaient restés à l’école primaire de Bisesero à regarder comment leurs soldats et leurs miliciens nous tuaient. Ce jour-là, on a tué la quasi-totalité des femmes et des enfants. »

Le 16 mai, le président intérimaire du Rwanda, Théodore Sindikubwabo, confirme Clément Kayishema comme préfet de Kibuye et le félicite de la sécurité qui, selon lui, règne dans la préfecture.
Le 2 juin, Clément  Kayishema demande des renforts au ministre de l'Intérieur, Édouard Karemera, pour combattre le Front patriotique rwandais. Le 12 juin, il demande au ministre de la Défense, Augustin Bizimana, d'encadrer la population et de lui fournir des armes pour ratisser le secteur de Bisesero où sont réfugiés de nombreux Tutsi. L'opération est décidée le 17 juin par le gouvernement rwandais. Clément Kayishema aurait proposé : « Il faut tout nettoyer avant que les Français ne soient là. », juste avant l’arrivée des militaires français à Kibuye. Le 18 juin, il dirige, avec le ministre Eliézer Niyitegeka et le commerçant Obed Ruzindana, une attaque à Kiziba. Le surlendemain, le 20 juin, il mène une nouvelle attaque. Les militaires français le rencontrent à Kibuye le 24 juin.

### En fuite au Zaïre et en Zambie
Les exactions de Clément Kayishema sont signalées par les membres de l'opération Turquoise en juillet 1994 et transmises plus tard au TPIR. Cependant, l'armée française le laisse, comme d'autres génocidaires, fuir au Zaïre. Le 16 juillet, il part à Bukavu, où il est ensuite employé comme médecin par l'Ordre de Malte et protégé par l'évêché de Bukavu.
Clément Kayishema est arrêté en Zambie et transféré à Arusha, en Tanzanie, siège du Tribunal pénal international pour le Rwanda, le 26 mai 1996, en même temps que Jean-Paul Akayesu et Georges Rutaganda.

### Procès et condamnation
Clément Kayishema est jugé par le Tribunal pénal international pour le Rwanda, conjointement avec l'homme d'affaires Obed Ruzindana, à partir de 1997. Leur procès est le troisième qui a lieu devant le TPIR, après ceux du bourgmestre Jean-Paul Akayesu et de l'ancien premier ministre Jean Kambanda. En plus des témoignages de Rwandais, le tribunal fait appel au témoignage du journaliste français Patrick de Saint-Exupéry.
Clément Kayishema et Obed Ruzindana plaident tous deux non-coupable. Clément Kayishema, dans sa défense, insiste sur ses liens d'amitié et ses contacts avec des enseignants tutsi. Il prétend, sans convaincre le tribunal, expliquer les massacres par la psychologie des foules et un contexte de « suspicion, de règlement de compte ou bien de dénonciation pour des problèmes de terre, de vaches, de détention d'armes, voire de femmes ». Au contraire, le TPIR, en conformité avec la jurisprudence, considère que ces crimes systématiques correspondent à « l'application d'une politique ou d'un plan préconçus ».
Clément Kayishema est condamné pour génocide à la prison à perpétuité,,, en première instance le 21 mai 1999, puis en appel le 1er juin 2001. Le TPIR précise qu'il n'est pas condamné pour crime contre l'humanité, assassinat ou extermination, parce que ce crime est contenu dans celui de génocide. Cela n'est pas toujours le cas : dans d'autres jugements, comme ceux de Jean-Paul Akayesu, Jean Kambanda, Omar Serushago et Alfred Musema, le TPIR considère que les chefs d'accusation d'extermination et de génocide se cumulent.
Clément Kayishema meurt en 2016, en prison.

#### Documents du procès
- « Recueil de documents KAYISHEMA, CLEMENT & RUZINDANA, OBED (ICTR-95-01) », sur Base de données judiciaire unifiée du TPIR, du TPIY et du MIFRTP.

#### Études
- Hélène Dumas, « L’histoire des vaincus : Négationnisme du génocide des Tutsi au Rwanda », Revue d'histoire de la Shoah, vol. 190, no 1,‎ 2009, p. 299–347 (ISSN 2111-885X, DOI 10.3917/rhsho.190.0299, lire en ligne, consulté le 6 décembre 2024).
- Hélène Dumas, « Rwanda : comment juger un génocide ? », Politique étrangère, no 4,‎ 2015, p. 39–50 (ISSN 0032-342X, DOI 10.3917/pe.154.0039, lire en ligne, consulté le 5 décembre 2024).
- Jacques Morel, « Le massacre de Bisesero en présence des Français (24 juin-30 juin 1994) : Une enquête », Les Temps Modernes, vol. 680-681, no 4,‎ 2014, p. 101–134 (ISSN 0040-3075, DOI 10.3917/ltm.680.0101, lire en ligne, consulté le 5 décembre 2024).
- Ernest Mutwarasibo, « Organisation et exécution du génocide des Tutsi », Revue d'histoire de la Shoah, vol. 190, no 1,‎ 2009, p. 67–81 (ISSN 2111-885X, DOI 10.3917/rhsho.190.0067, lire en ligne, consulté le 6 décembre 2024).
- Ornella Rovetta, Un génocide au tribunal : Le Rwanda et la justice internationale, Paris, Belin, coll. « Contemporaines », 2019, 440 p. (ISBN 9782701197593).